# Dẻ tùng sọc trắng
Dẻ tùng sọc trắng, dẻ tùng sọc trắng hẹp, sam bông hay sam bông sọc trắng hẹp (danh pháp hai phần: Amentotaxus argotaenia) là một loài thực vật hạt trần trong họ Taxaceae. Loài này được Henry Fletcher Hance mô tả khoa học đầu tiên năm 1883 dưới danh pháp Podocarpus argotaenia. Năm 1916 Robert Knud Friedrich Pilger chuyển nó sang chi Amentotaxus.
Nó là loài cây bụi hay cây gỗ nhỏ cao tới 7 mét (23 ft).
Amentotaxus argotaenia var. brevifolia được mô tả từ miền nam Quý Châu và được IUCN liệt kê riêng biệt. Amentotaxus formosana trước đây từng được coi là một chủng của A. argotaenia.

## Phân bố
Ở Trung Quốc đại lục loài này được tìm thấy ở Phúc Kiến, phía nam Cam Túc, Quảng Đông, Quảng Tây, Quý Châu, tây Hồ Bắc, Hồ Nam, Giang Tô, tây bắc Giang Tây, trung tâm và đông nam Tứ Xuyên, đông nam Tây Tạng và nam Chiết Giang. Nó cũng có mặt ở Đài Loan. Tại Hồng Kông, nó được phân bố ở Mã An Sơn, Đại Mạo Sơn, Núi Parker (Bách Giá Sơn), Đỉnh Sunset (Đại Đông Sơn), Đỉnh Lantau và Sai Kung (Tây Cống). Trong Vườn ươm Shing Mun (Thành Môn), một mẫu vật sống được trưng bày. Bên ngoài Trung Quốc, loài này phân bố ở vùng núi miền bắc Việt Nam trong các tỉnh Lào Cai, Sơn La, Thái Nguyên, Vĩnh Phúc, Hòa Bình, Thanh Hóa. Các báo cáo về quần thể tại Hà Giang, Tuyên Quang, Phú Thọ, Lạng Sơn và Quảng Ninh chưa được kiểm chứng.